# Grutness
Grutness – miejscowość na wyspie Mainland na Szetlandach w Szkocji, nad zatoką Grutness Voe. Administracyjnie należy do parafii Dunrossness.
W Grutness znajduje się przystań, z której kursują promy na Fair Isle. W pobliżu miejscowości znajduje się charakterystyczna kamienista plaża.